# Fontaine-Henry
Fontaine-Henry (fɔ̃.tɛ.n‿ɑ̃.ʁiⓘ) es una población y comuna francesa, situada en la región de Baja Normandía, departamento de Calvados, en el distrito de Caen y cantón de Creully.

## Demografía
| 341 | 370 | 364 | 348 | 448 | 517 |
| Para los censos de 1962 a 1999 la población legal corresponde a la población sin duplicidades (Fuente: INSEE [Consultar]) |     |     |     |     |     |